# Поло, Генц
Генц Поло (алб. Genc Pollo; 7 апреля 1963, Тирана) — албанский историк и политик.
В 1986 году он окончил исторический факультет Тиранского университета и начал работать в Академии наук Албании. В 1988 он получил стипендию от австрийского правительства, что позволило ему учиться в аспирантуре Венского университета.
В 1991 он стал принимать участие в политической деятельности, был одним из основателей Демократической партии Албании и её первым пресс-секретарем. После победы ДПА на выборах 1992 года был советником по вопросам образования и иностранных дел Президента Албании Салли Бериши, он также работал в качестве вице-президента Албанской атлантической ассоциации. В 1996 году впервые получил мандат члена парламента (входил в состав парламентского Комитета по иностранным делам).
С 2001 года руководит Новой демократической партией, которая в 2005 году вошла в состав правоцентристской коалиции, победившей на парламентских выборах. В новом правительстве возглавил Министерство образования и науки, проведя несколько важных реформ (введение единого государственного диплома средней школы; либерализация рынка школьных учебников; начало реформы университетов, согласно Болонского процесса. В 2008—2009 он занимал должность заместителя Премьер-министра Албании. После выборов в 2009 году стал министром инноваций, информационных и коммуникационных технологий, оставил должность в 2013.
Женат, имеет двоих детей.